# 西靖
西 靖（にし やすし、1971年7月8日 - ）は、毎日放送（MBS）のアナウンサー。2022年4月1日から相愛大学共通教育センターの客員教授、同年7月1日からMBS総合編成局のアナウンスセンター長を兼務している。

## 来歴
岡山県岡山市の出身で、岡山県立岡山一宮高等学校から大阪大学法学部へ進学。大学生時代までは、棒高跳の選手として陸上部で活動していた。
大阪大学卒業後の1994年に、アナウンサーとして入社。同期入社のアナウンサーに三澤肇（現在は毎日放送報道情報局解説委員）がいる。本人が入社時の社内報で述べたところによれば、本当は「商社マンになるつもりだった」が「半ばの憧れと半ばの好奇心」でMBSのアナウンサー面接を受け、本人は落ちたと思い（本来の志望である）商社へ応募しようとしていたところ、まさかのアナウンサーとしての内定が出て驚いたという。
入社当初は、「社会派アナウンサー」として報道番組の担当を希望。しかし実際は、テレビのバラエティ・情報番組や、MBSラジオの深夜番組を長らく担当。1999年10月に始まったMBSテレビ平日午後の情報番組『ちちんぷいぷい』には、放送開始1週間後の初出演を経て、同年11月から15年以上にわたってレギュラーで登場していた。『ちちんぷいぷい』では総合司会を一時担当していたが、その間に、報道系のドキュメンタリー番組（MBSテレビの『映像』シリーズなど）で随時ナレーターを務めている。
過去には、MBSテレビ制作・TBS系列全国ネットの生放送番組（『すてきな出逢い いい朝8時』→『リアルタイム』）でレギュラーを務めたほか、『おはようクジラ』（TBS制作の全国ネット番組）に近畿地方担当アナウンサーとして出演。2007年の『NHK紅白歌合戦』では、ポルノグラフィティの曲紹介の際に、白組司会の笑福亭鶴瓶から名前を紹介された。また、『情報ライブ ミヤネ屋』（読売テレビ）、『きらきらアフロ』（テレビ大阪）、『MUSIC JAPAN』（NHK総合テレビ）など、他局の番組にも随時登場。2009年の元日には、『西靖&桜井一枝のわくわく土曜リクエスト』（当時出演していたMBSラジオの生ワイド番組）のパートナー・桜井一枝からの電話によって、北海道旅行中にもかかわらず桜井がパーソナリティを務めるABCラジオの特別番組に出演した。
オリコン調査『第5回 好きな男性アナウンサーランキング』の女性回答で8位にランクイン。その一方で、2013年以降は、「うめきた未来会議MIQS」（毎日放送・グランフロント大阪・一般社団法人ナレッジキャピタルの共催による交流型カンファレンス）に参加している。
2014年には、4月7日（月曜日）から、『ちちんぷいぷい』の総合司会（主に「きょうの☆印」を担当）と『VOICE』（MBSテレビ平日夕方のローカルワイドニュース番組）のメインキャスターを兼務している。ちなみに『VOICE』では、2000年10月の番組開始から2005年9月まで、同期入社の三澤が初代のメインキャスターを担当。西は、「入社20年目のルーキー? ニュースはじめました」という触れ込みで、入社後初めてニュース番組のキャスターを務めている。バラク・オバマがアメリカ合衆国大統領として初めて広島平和記念公園を訪れた2016年5月27日には、「毎日放送の報道記者」としての取材を正式に認められたことから、園内の慰霊碑で催された献花式を至近距離（慰霊碑から左側に約15m離れた記者席）から取材・撮影した。
2009年時点での社内の役職は副部長。社内ではバドミントン部（部長：結城哲郎、部員：近藤亨など）、アナウンサー室内ではウクレレ部（部長：西、部員：河田直也）と写真部（部長：上泉雄一、部員：西）に所属していた。
長らく独身生活を続けていたが、2014年10月に14歳年下の一般人女性と結婚。2016年8月16日に第1子（長男）、2018年9月29日に第2子（次男）を授かった。
なお、『ちちんぷいぷい』では、2016年4月1日で総合司会を勇退してからも、2019年3月22日（いずれも金曜日）まで主にニュースキャスターとして出演。2019年3月29日（金曜日）で『VOICE』が終了したことに伴って、同年4月1日（月曜日）からは、事実上の後継番組である『ミント!』内の関西ローカルニュースパート「Newsミント!」のニュースキャスターに事実上専念していた。
『ミント!』は2021年3月5日、『ちちんぷいぷい』は同月12日（いずれも金曜日）放送分で相次いで終了したが、メインキャスターを務める「Newsミント!」（関西ローカルニュースパート）は単独番組として3月26日（金曜日）まで放送を継続。『ミント!』の後継番組として同月29日（月曜日）から放送の『よんチャンTV』（よんチャンテレビ）では、アナウンス職のまま、毎週木曜日にニュース解説を担当している（金曜日には三澤が担当）。
その一方で、「新日本放送」時代の1959年3月1日からテレビ放送事業とラジオ放送事業を兼営してきた毎日放送は、2021年4月1日付でラジオ放送事業を「株式会社MBSラジオ」へ移管。毎日放送は移管を機にテレビ単営局へ移行したが、西はアナウンス職のまま同社の総合編成局（移管と同時に新設）へ在籍する一方で、株式会社MBSラジオが制作する番組（定時ニュースや『あどりぶラヂオ』など）にも「MBSアナウンサー」として出演している。『よんチャンTV』では「解説委員」という肩書を使用しているが、実際には通常のアナウンス業務（「Newsミント!」の終了を機に再開した定時ニュースのシフト勤務など）にも就いている。
2021年6月3日放送分の『よんチャンTV』で、妻の第3子出産に向けて、毎日放送の育児休業制度を活用することを公表した。休業は翌週（6月7日）からおよそ4ヶ月間（当初の予定では3ヶ月間）にわたっているが、MBSラジオでは、休業前に収録した特別番組やCMを休業中にも随時放送。本人も休業を機に、「昭和生まれアナウンサー・西靖の育休日記 」というコラムの連載を『みんなのミシマガジン』（ミシマ社が公式サイトで公開しているウェブマガジン）内で始めている。
2021年10月4日付で、アナウンサーとして職場に復帰。10月21日から、『よんチャンTV』への出演を再開した。その一方で、復帰後も当面は「育休日記」の更新を続けているほか、2021年度のナイターオフ期間（2021年12月 - 2022年3月）にはMBSラジオで毎週水曜日（18:00 - 20:00）に『西靖・谷口キヨコのもっと聴きたい!水曜日』のパーソナリティを担当した。
2022年には、4月1日付で相愛大学共通教育センターの客員教授へ就任。就任後は、「市民性（シティズンシップ）育成論」「共生社会論」といった教養科目の講義を担当している。その一方で、毎日放送アナウンサーとしての活動も継続。4月4日からは、後輩アナウンサー・前田春香とのコンビで『厳選!月イチジャーナル』（『月刊　ニュースなラヂオ』の後継番組として月曜日に月1回放送）のキャスターを務めている。
毎日放送の人事異動に伴って、2022年7月1日付で総合編成局のアナウンスセンター長へ就任（馬野雅行の後任）。就任後も「毎日放送アナウンサー」として『厳選!月イチジャーナル』や定時ニュースなどの担当を続けているが、アナウンスセンター長としての管理業務を優先すべく、『よんチャンTV』の「解説委員」を同月28日（木曜日）放送分で勇退した。その一方で、2023年には、『おそるおそる育休』（「育休日記」をベースに執筆した著書）が2月22日にミシマ社から刊行。

### 『ちちんぷいぷい』
出演当初は、火曜日にのみスタジオへ登場。2004年頃からは、リポーター・インタビュアーを務める一方で、初代総合司会・角淳一が休暇を取った場合には代理で司会を担当。2006年からは、木・金曜日の進行を任されるようになった。関西以外の一部地域でJNN系列局が同時ネットを開始した2009年4月からは木・金曜日、2011年9月15日からは水曜日でも総合司会も担当。角が同月30日放送分で卒業したことを機に、翌週（10月3日）から全曜日の総合司会を務めている。
番組の企画として、オリンピック取材に3度派遣されている。2004年のアテネ五輪では報道関係者のパスを貰えなかったため、アテネ市内の各所からFOMAのテレビ電話でちちんぷいぷいのスタジオと生中継を結んだり、市内の一般家庭のお宅にお邪魔して女子バレー日本対ギリシャ戦を観戦リポートしたりした（ただし、決してMBSが報道パスをもらえなかったわけではなく、大月勇（当時MBSアナウンサー）のみに与えられていた）。以後この企画が通例となり、2006年のトリノオリンピックでは、2月20日 - 2月24日まで、トリノからFOMA中継。2008年の北京オリンピックでも北京の街中を中心に取材を行い、その模様は『ちちんぷいぷい』内で放送されている。
2007年夏、番組内でTBS・MBSが独占放送した世界陸上にあわせて大学以来遠ざかっていた棒高跳びに挑戦した。練習の様子も放送し、8月30日に母校の大阪大学吹田キャンパス陸上競技場で挑戦。番組内で生中継された。1回目は当初の目標である3mを成功、2･3回目は3m20cmを飛んだが失敗した。
2010年1月4日からは、「西靖はどう変われば良いか」というテーマの元に「西に☆印」と題したコーナーがスタートし、視聴者からメールを募集している。
名物コーナーだった『おいしいうた』の楽曲を収録したCD『すごくおいしいうた』が2010年1月20日に発売され、同年3月末まで3万枚達成されなければCDの宣伝隊長を務めたU.K.こと楠雄二朗（くっすん）の公約で角淳一、くっすんと共に丸坊主になることを番組内で公表した。同年3月1日、CDの売り上げが3万1,110枚を達成したことから、西、角、くっすんの3人が公開形式で頭を丸め、坊主頭になった。
同年3月28日放送分の『MUSIC JAPAN』（NHK総合）にはおいしいうたファミリーと共にNHKに初出演した。
同年4月14日から4月21日まで大阪・梅田の阪急百貨店うめだ本店で行われた「2010ちちんぷいぷい物産展」では、故郷である岡山県の「物産大使」に任命された。
同年6月16日、MBS創立60周年記念企画の一環として「60日間世界一周の旅」を行うことを「ちちんぷいぷい」で発表し、同年6月28日に関西国際空港を出発した。世界一周の際は阪神タイガースのユニフォーム（背番号は7月7日までは『38』、7月8日からは『39』をつけていた。彼自身の年齢と同じ数字である）を身にまとって世界中を旅し、同年8月25日に無事帰国した。帰国の際には角らが関西国際空港に出向き、バスで茶屋町のMBS本社まで向かう場面が生中継された。その間の「ちちんぷいぷい」の総合司会は木曜日は河田直也、金曜日は山中真が担当した。帰国翌日から1週間は同時間帯に編成されたMBS開局60周年記念ウィーク特別番組に毎日出演し、9月3日から正式に「ちちんぷいぷい」の総合司会に復帰した。
全曜日の総合司会に昇格してからは、番組を代表して、大阪マラソンや「未来の花束（番組完全プロデュースのシングル曲）キャンペーン隊」などに参加している。第1回大阪マラソン（2011年10月30日開催）では、フルマラソンを3時間45分38秒で完走。他方、「未来の花束キャンペーン隊」では、「オリコンウィークリーチャートで『未来の花束』が初登場で10位以内に入らなければ1日だけ“おしゃれパーマ”姿で『ちちんぷいぷい』に出る」との公約の下にキャンペーンを展開していた。しかし、同年11月8日の同番組において、『すごくおいしいうた』と同じく14位にとどまったことが判明。罰ゲームとして、翌11月9日の放送にアイロンパーマ（アイパー）姿で出演した。
2013年には、「ちちんぷいぷい夏休みスペシャルウィーク」（8月5日 - 8月9日）と連動した企画「つながれ!ご縁ザ・ワールド～万国おどろキッズ紀行～」で、「60日間世界一周の旅」以来3年振りに海外へ長期渡航。7月5日（金曜日）から1ヶ月間にわたって、故郷の岡山と縁の深いおとぎ話・桃太郎の衣装に身を包みながら、世界12ヶ国（タイ→インド→スイス→スペイン→オーストリア→ベルギー→モザンビーク→ポルトガル→ペルー→アルゼンチン→ジャマイカ→アメリカ）の「おどろキッズ」（大人が驚くような才能や特技を持つ子どもたち）を取材した。ちなみに渡航中には、「帰国後に1冊の絵本を作る」という趣向で、「おどろキッズ」を取材するたびに「将来の夢」に関する絵を描かせている。また、出発後の7月8日（月曜日）放送分から帰国翌日（8月6日）に放送の『ちちんぷいぷい夏休み　未来にご縁スペッシャル!!!』で総合司会に復帰するまでは、河田などが西に代わって総合司会を務めていた。
『VOiCE』にも出演する2014年4月7日からは、月 - 木曜日を山本浩之（関西テレビ出身のフリーアナウンサー）、金曜日のみ河田と共に進行。基本として、毎日放送報道局が制作するパート（オープニング～15:00頃および17時前・エンディング直前の「NEWS CHECK!!」）に登場していた。しかし、自身の希望で『VOiCE』メインキャスターとしての取材活動を優先するため、2015年8月からは総合司会の担当日を金曜日に限定。月 - 木曜日については、「（きょうの声）Today's VOiCE」（報道系のコーナー）にのみ、スタジオか取材先からの生中継で出演するようになった。さらに、2016年4月1日（金曜日）放送分を最後に、総合司会を勇退。翌週（同月8日）以降の金曜日には、全編の総合司会を河田に委ねる一方で、「Weekly VOiCE」という新設のコーナー（同年6月10日放送分から「Today's VOICE」金曜版）にのみ登場している。
放送開始1週間後から19年半にわたってレギュラー出演を続けていたが、2019年の4月改編で、『VOICE』とともに「Today's VOICE」が終了。このため、2018年度のレギュラー版最終放送（2019年3月22日＝金曜日）で「Today's　VOICE」の最終回へ出演したことを最後に、『ちちんぷいぷい』へのレギュラー出演を終えた。ただし、2019年4月以降も、2021年3月に放送を終了するまで特別企画へ随時登場。『ミント!』のニュースキャスターとして、毎日放送本社内の報道フロアから、『ちちんぷいぷい』向けにニュース速報を伝えることもあった。

## 人物
- 岡山市内で育った少年時代には、岡山県庁に勤務していた実父[20] から、「人と違うことをして目立つのは誰でもできる。人と同じことをして秀でなさい」という言葉を折に触れて聞かされていた。哲学者の鷲田清一は、『朝日新聞』の朝刊で連載しているコラム「折々のことば」の第85回（2015年6月26日掲載分）でこの言葉を紹介[21]。同新聞が「折々のことば」の読者を対象に、100回までの掲載分から「イチ推しの言葉（最もお勧めしたい言葉）」を調査したところ、読者からの票数でこの言葉が3位に入った[22]。
- 趣味は釣り、登山、写真の撮影、毎日放送への入社1年目から始めたスノーボード。10年ほど前からは、バックカントリースノーボードに取り組んでいる。ちなみに、結婚相手はスノーボード仲間の知人で、スノーボードの初心者。2013年に知人を通じて西を紹介されたことから、西との交際へ発展したという[23]。
- プライベートでカメラを購入したことをきっかけに、前述の写真部を結成（現在は休部）。単独でパーソナリティを務めた『思い出リクエスト』（MBSラジオ）では、毎週のようにカメラについて触れていた。2014年8月20日には、「つながれ!ご縁ザ・ワールド～万国おどろキッズ紀行～」中に撮影した子どもたちの写真に自身のエッセーを添えた単著本『地球を一周!せかいのこども』が、朝日新聞出版から発売されている[24]。
- ウクレレを得意としているが、現在はウクレレ部員である河田のウクレレを“私物化”しており、主にそれを使っていて、西が書いてもらったサインがたくさん入っている。自分のウクレレはジェイク・シマブクロ、DEPAPEPEらのサインが入っており、自宅に保管している。また、ブルースハープの演奏にも凝っている。
- 渋い声の著名人（城達也や麻生太郎など）の声真似が得意で、『わくわく土曜リクエスト』でもたびたび披露していた。
- 『ちちんぷいぷい』木曜日では、2年間にわたって書評コーナーを担当。その本の解説は、北海道[注 1]の雑誌で西自身が取り上げられたこともある。また、梅田紀伊國屋書店では西の紹介した本を置くコーナーも設置されていた。
- 高校時代には、陸上部のアルバイトとして地元の書店で棚卸作業を経験。また、実父が実家のトイレに毎月『文藝春秋』を置いていた影響で、自身の自宅のトイレにも単行本を置いている。登山の際にも、登山や滞在先とは関係のないジャンルの本を携えて、テントなどで読んでいるという[20]。
- 無類のきな粉好き。
- ゲーム「桃太郎電鉄V」にアナウンサーとして実名で登場している。
- （毎日放送のサービスエリアである）関西地方在住で「（テレビ・ラジオを通じての）毎日放送ファン」を自認している漫画家・海野つなみとは、『辺境ラジオ』（西・名越康文・内田樹が出演するMBSラジオの不定期放送番組）の公開収録にリスナーとして何度も参加した縁で、折に触れて交流している。海野が「逃げるは恥だが役に立つ」を『Kiss』（講談社）で連載する前には、本業が漫画家であることを伏せながら、当時独身だった西を取材していたという[25]。
- 『ちちんぷいぷい』『VOICE』に出演中の2016年には、在阪局を代表するアナウンサーとして、当時裏番組のメインキャスターを務めていた浦川泰幸（朝日放送）と「AERA」（朝日新聞出版）の企画で対談。対談の模様を今井一（関西地方を中心に活動するフリージャーナリスト）の構成によってまとめた記事が、同年11月28日号の特集「テレビの逆襲」に掲載された。
- 岡山県出身者の著名人がリレーで歌う「もんげー岡山」のPVに出演[注 2]。PVは岡山県のYouTubeチャンネル「8092channel」でも公開[26] されている。
- 『ミント!』ニュースキャスター時代の2019年9月からは、番組やイベントへ出演する際に眼鏡を掛けている。

## 出演番組

### 現在
- MBSニュース（テレビ・ラジオとも不定期）
  - 『VOICE』→「Newsミント!」のメインキャスター時代には担当を外れていたが、『よんチャンTV』の開始を機に担当を再開。育児休業からの復帰後や、アナウンスセンター長への就任後も担当を続けている。

#### テレビ
いずれもナレーションを担当
- 西乃風ブラン堂
- グリーン一番星（2023年4月2日 - 、イオングループの単独提供によるミニ番組）
  - 「一番星」を「マイスター」と読ませる毎日放送制作の収録番組で、前番組（『dai-docoro☆ベジタ!』）から放送枠とスポンサー（前番組時代の名義はグループ会社のダイエー）を継承。同局では毎週日曜日の11:40 - 11:45に関西ローカル、BS-TBSでは毎週日曜日の12:54 - 13:00に全国で放送していて、前番組にも出演していた関宏美（野菜ソムリエ） が食材の試食を兼ねて日本各地の「一番星」（生産者）を取材した映像を流している。

#### ラジオ
- 辺境ラジオ（2010年 - 、スペシャル枠で不定期放送） - 内田樹・名越康文とともに出演
- 厳選!月イチジャーナル（2022年4月から月曜日に月1回放送、詳細前述）
- コトノハ（不定期で出演）
  - 「コトノハ」（言葉）にこだわった毎日放送アナウンサー室制作の事前収録番組で、2021年10月4日から毎週月曜日の夜間（2023年9月25日までは21:45 - 22:00 → 同年10月2日以降は21:30 - 21:45）に放送。

### 過去

#### テレビ
- ちちんぷいぷい
  - 番組開始直後からレギュラーで出演。2006年10月からは木曜、2007年4月からは木・金曜、2010年9月からは水～金曜の総合司会を担当した。上記以外の曜日でも、角が務めていた総合司会を代演したり、一部のコーナーに出演したりすることがあった。
  - 2010年と2011年には、山崎製パンとのコラボレーション企画で、関西・期間限定商品のパンをプロデュース。2010年の「デミカツパン」で約173万個、2011年の「愛の新婚朝ごはん　目玉焼き風&ソーセージパン」（2012年発売）で186万8,234個の売り上げを記録した。2013年・2014年には、UHA味覚糖とのコラボレーション商品「ぷいぷい飴」のプロデュースを手掛けていた。
  - 月～木曜には、2014年4月から2015年7月まで山本と共同で総合司会を務めた後に、2015年8月3日（月曜日）放送分から「（きょうの声）Today's VOiCE」にのみニュースキャスターとして出演。金曜日には、2014年4月から2016年4月1日まで河田と共同で総合司会を務めた後に、2016年4月8日から「Weekly VOiCE」（同年6月10日から「Today's VOICE」金曜版）にのみ登場していた。ただし、いずれの曜日でも、特別企画を放送する場合に進行役を務めることがあった。
  - 「Newsミント!」の放送開始後は、ニュース速報が入った場合に報道スタジオから伝えるか、事前収録の特別企画へ出演するだけにとどまっていた。しかし、新型コロナウイルス感染拡大の影響で2020年4月からレギュラーのニュースコーナーを復活させたことに伴って、同月7日（火曜日）から同コーナー限定でレギュラー出演を再開。『あしたのために - 』の放送期間終了・『ちちんぷいぷい』の放送再開後も、『あしたのために - 』の分担体制を基にニュースコーナーを引き続き編成していることから、ニュースを随時担当していた。
  - 放送最終週に当たる「フィナーレウィーク」（2021年3月8 - 12日）の期間中は、メインキャスターを務める『Newsミント!』が単独番組として編成されていたが、8日（月曜日）の『Newsミント!』本番前に「素晴らしきぷい世界」（前述した海外取材企画をベスト5方式で振り返るコーナー）のプレゼンターとして最後の出演を果たした。
- VOICEメインキャスター（2014年4月7日 - 2019年3月29日）
- あどりぶランド
- 宵待5
- おはようクジラ（先輩アナウンサー・来栖正之の後任で「近畿地方担当アナウンサー」として出演）
- はーい!昼ナマ
- おかえりワイド
- 毎日新聞テレビ夕刊
- なんで?なんで?サンデー
- 中川家ん!
- たかじんONE MAN （番組タイトルコール）
- 美の京都遺産（不定期でナレーションを担当）
- 西日本横断生放送スペシャル どうにもとまらない2013（2013年1月1日、スタジオアシスタント）毎日放送・山陽放送・中国放送・RKB毎日放送による共同制作番組
- 水野真紀の魔法のレストランR「おじさんたちの食欲大陸 角淳一×西靖×村田吉弘」（2015年2月16日）
  - 『ちちんぷいぷい』やプライベートで縁のある大阪市内の飲食店で角と対談した模様や、同月3日（火曜日）の毎日放送出社から退社後までの西に密着した企画を放送。西と角による2人だけのグルメリポートは、この時が初めてであった。
- 緊急報道特別番組 和歌山・4人死傷発砲事件 容疑者の男 立てこもり続く（2016年8月31日9:55 - 11:00、司会）
- 激撮!直撃!!スクープ　秘蔵映像全部見せます（2016年11月3日・2017年3月20日・2018年2月11日・2019年2月11日） - 『ちちんぷいぷい』の放送枠・コーナー編成を活用した生放送の報道特別番組で、2017年までは山本浩之と共に総合司会、2018年には特集パートの進行、2019年にはニュースキャスターを担当。
- ならピ!（奈良県文化会館 →　やまと郡山城ホールで2013年から年に1回開催中のピアノコンサート）
  - やまと郡山城ホールで初めて開かれた2017年の第5回まで、会場の司会やダイジェスト番組の進行を担当。2014年以降は後輩アナウンサーの豊崎由里絵と共同で進行。
- 災害列島ニッポン　その時、何を信じれば（2018年10月7日） -  出身地の岡山県が放送対象地域に含まれる山陽放送および、中国放送・あいテレビ（いずれも毎日放送と同じJNN加盟局）との共同制作による4局同時生放送方式の特別番組で、後輩アナウンサーの玉巻映美と共に『VOICE』のスタジオから進行を担当。
- ミント! ニュースキャスター（2019年4月1日 - 2021年3月26日）
  - 「Newsミント!」（関西ローカルニュースパート）や、『VOICE』の系譜を引き継ぐ報道系の企画取材を担当。2019年10月改編（9月30日）から18時台（旧『VOICE』枠）で放送しているローカルニュース「今日のニュース　大事なトコロに赤えんぴつ」には登場しなかった。
  - 番組開始から2019年の10月第2週までは、本編のオープニングでもニュースを読んでいた。オープニングから「Newsミント!」までの時間帯（16時台前半）の構成が変わった同月第3週以降の放送では、基本として「Newsミント!」にのみ出演していた。
  - 『おうちにいようよ（→あしたのために） ちちんぷいぷい&ミント!』（新型コロナウイルスへの感染拡大防止策の一環で2020年4月20日から5月29日まで編成）では、「Newsミント!」を含めて、水 - 金曜日にニュースキャスターを務めた。
- コトノハ図鑑→「へぇ～のコトノハ」（不定期）
  - 所属する毎日放送アナウンサー室の企画で、2018年7月から2020年3月まで『コトノハ図鑑』（事前収録のレギュラー番組）として放送された後に、2020年4月から2021年3月まで「へぇ～のコトノハ」（『ちちんぷいぷい』月・水曜日→水曜日のレギュラーコーナー）へ移行。
  - ニュースキャスターとしての活動を優先する関係で、『コトノハ図鑑』時代には、出演の機会を特別企画・番組に事実上限っていた。「へぇ～のコトノハ」については、「Newsミント!」の本番直前に放送されることから、主に調査VTRへのみ登場。
- ロボロボ（2019年10月8日 - 2020年3月24日） - 自身の母校・大阪大学（阪大）と毎日放送による産学連携プロジェクトに沿った共同研究実験（番組表上の略称は「阪大MBS」）の一環として、対話型ヒューマノイドロボット「CommU（コミュー）」3体（せんた・れふた・らいた）だけが登場する番組で、2019年10月から2020年3月まで放送の「4th」（第4シリーズ）にナレーターとして参加。
- 田村淳のコンテンツHolic（2020年5月29日 -  12月25日、毎週金曜日0:25 - 0:53） - ナレーター
- サントリー1万人の第九
  - 日本国内で新型コロナウイルスへの感染が拡大している2020年に、「佐渡総監督レッスンwith西靖」というリモートレッスン動画で佐渡裕（総指揮）のパートナーを務めたことから、『1万人の第九　つながろう、今』（第38回公演終了後の12月19日に放送されたMBSテレビ制作のダイジェスト番組）でナレーションを担当。2022年の第40回公演では、一般参加の合唱団を会場（大阪城ホール）に入れることが条件付きながら2019年以来3年振りに再開されたことを受けて、毎日放送を代表する格好で場内・進行アナウンスを任された。
- 痛快!明石家電視台
  - 『VOICE』のメインキャスターを務めていた2014年から、年に1～2回放送される「MBSアナウンサー大集合スペシャル」に、アナウンサーの1人として出演。月曜日に毎日放送本社内のスタジオで収録するため、2018年までは、『VOICE』の生放送を終えてから収録に参加していた。そのため、前・後編の2回シリーズとして放送される年には、放送上後編にのみ登場する。
  - 山本と共にゲストで出演した「さんまの好物頂上決戦!カレーor牛丼バスツアー」（2013年7月15日）で、司会の明石家さんまと初共演。「ちちんぷいぷい15周年スペシャル・後編」（2014年9月29日、いずれもMBS放送分）にも出演したほか、収録日の月曜日に『ちちんぷいぷい』で楽屋からの生中継を実施したこともあった。
- 『映像』シリーズ（ドキュメンタリー作品のナレーションを不定期で担当）
  - 本人曰く「『ナレーションを担当するうえで最も大きな舞台』に当たる番組」とのことで、2020年11月29日深夜（30日未明）に放送された40周年記念企画『映像シリーズ40年　関西発・真夜中のドキュメンタリズム』では、進行や関係者へのインタビューも顔出しで担当した。
- よんチャンTV 木曜日（2021年4月1日 - 2022年7月28日）
  - 「解説委員」という肩書で、木曜日の関西ローカルニュースパートに出演。スタジオでのニュース解説にととまらず、『VOICE』→「Newsミント!」のメインキャスター時代に続いて取材も担当していた。育児休業入りに伴って2021年6月10日から担当を外れていたが、10月20日放送分から「解説委員」としての出演を再開。毎日放送アナウンスセンター長への就任に伴って、『VOICE』から（育児休業をはさんで）8年近く続いていた平日夕方帯の報道番組へのレギュラー出演を終えた。
  - 第49回衆議院議員総選挙の投・開票日（2021年10月31日）には、『よんチャンTV×選挙の日2021』（TBSテレビがJNN向けに制作する開票特別番組『選挙の日2021 太田光と問う!私たちのミライ』の関西ローカルパート）へ出演せず、「MBSアナウンサー」として『MBSラジオ2021 総選挙開票特別番組 ほんで何選挙やったん?』（20:00 - 翌0:00に生放送）の総合司会（メインパーソナリティ）を務めている。
- 発掘!アーカイブ探検隊（2023年1月8日深夜＝9日未明放送分）
  - 毎日放送本社内の映像ライブラリーに収蔵されている放送済み映像の記録メディアから、視聴者のリクエストなどを基に厳選した映像に解説を付けた再放送番組で、2022年11月13日から月に1 - 2回のペースで日曜日の深夜（月曜日の未明）に編成。2022年内は福島暢啓と海渡未来（いずれも後輩アナウンサー）がナビゲーターを務めていた。『夜はクネクネ』最終回（1986年12月23日放送分）の再放送に際して、同番組にレギュラーで出演していた原田伸郎をゲストに迎えたことから、毎日放送への入社後に別の番組で原田と共演していた縁でナビゲーターを担当。

以下は、MBSテレビの制作で土曜日の午前中に放送していた全国ネット番組。
- すてきな出逢い いい朝8時
  - 当初は、番組内で放送されていたglicoの生CMにのみ出演。1996年4月から、長らくレギュラーを務めていた当時の先輩アナウンサー・野村啓司の後任として、全編に登場するようになった。
- リアルタイム （2001年10月6日 - 2002年9月28日）
  - 前身番組『すてきな出逢い いい朝8時』のレギュラー出演者からただ1人続投。前期は番組全体、後期は『ぜひもんWEEKLY』の進行役を務めた。2002年7月27日放送分では、ヘリコプターからの生中継を交えた和泉元彌への追跡取材で、地上（可児市文化創造センター）からのリポートを担当している[27]。
- 知っとこ!
  - 2005年1月22日放送分に、当時アシスタントを務めていた先輩アナウンサー・高井美紀の代理として出演。

#### ラジオ
- こども音楽コンクール
- ヤンタンはなまるリクエスト
- 思い出リクエスト
- 西靖&桜井一枝のわくわく土曜リクエスト
  - レギュラー放送終了後の2020年2月8日に放送された復活版（『西靖&桜井一枝のわくわく土曜リクエスト・リターンズ』）や、2021年3月16日に放送されたMBSマンデースペシャル「桜井一枝のそれそれ!?リクエスト」の最終回でも、桜井一枝とのコンビでパーソナリティを務めた。
- 熱血!!タイガーススタジアム（土曜、ナイターシーズンのみ）
- MBSヤングタウン日曜日アシスタント（2010年9月で降板した後も不定期で出演）
- たびぐみプラス（2010年度のナイターオフ番組、パーソナリティ）
- 次は〜新福島! 第2章=めばえ=（2018年11月29日）
  - 後輩アナウンサーの福島暢啓がパーソナリティを務めるナイターオフ期間限定の生放送番組で、福島の「パイセン」(先輩)として、「ラジオ博愛主義～パイセンがやってきた～」（20時台のゲストコーナー）に出演。
- あどりぶラヂオ（2021年4月8日 - 5月27日）
  - 同僚のアナウンサーから1名が単独でパーソナリティを務める木曜（水曜未明）放送分への内包コーナーに出演。コーナーは事前収録で、放送上タイトルを付けていないが、お勧めの本と2曲を30分間にわたって紹介していた。育児休業へ入ることを機に終了。
- 福島のぶひろの、金曜でいいんじゃない?（2022年1月28日）
  - 福島のぶひろ（暢啓）の新型コロナウイルス感染が当日の本番前に判明したことを受けて、パーソナリティ代理を急遽担当。毎日放送への入社27年目にして、本来は福島のパートナーを務めている関岡香（自身の8年先輩で元・アナウンス部長）と生放送番組で初めて共演した。
- 西靖・谷口キヨコのもっと聴きたい!（2021・2022年度以降のナイターオフ期間限定番組シリーズ）
  - 2021年度には『西靖・谷口キヨコのもっと聴きたい!水曜日』として、2021年12月1日から2022年3月23日まで、毎週水曜日の18:00 - 20:00で15回にわたって生放送。2022年度には、『西靖・谷口キヨコのもっと聴きたい!火曜日』というタイトルで、2022年11月1日から2023年3月28日まで毎週火曜日の18:00 - 20:00に放送された。

これ以外にも、関連会社のMBS企画がMBSラジオへのCM出稿を募集する目的で制作した同局向けのスポットCMで、2017年頃までナレーションを務めていた。

## 著書
- 西靖の60日間世界一周旅の軌跡（ぴあ、2010年10月22日初版刊行、ISBN 978-4835619330）
- 辺境ラジオ（140B、2012年9月14日初版刊行、ISBN 978-4903993133）※同名のラジオ番組で共演する内田・名越との共著
- 地球を一周! せかいのこども（朝日新聞出版、2014年8月20日初版刊行、ISBN 978-4022511652）
- 聞き手・西靖、 道なき道をおもしろく。 （140B、2016年4月4日初版刊行、ISBN 978-4903993249）※「うめきた未来会議MIQS」から派生した対談集
- おそるおそる育休（ミシマ社、2023年2月22日初版刊行、ISBN 978-4909394828）